# 11 de julho
11 de julho é o 192.º dia do ano no calendário gregoriano (193.º em anos bissextos). Faltam 173 dias para acabar o ano.

## Eventos históricos

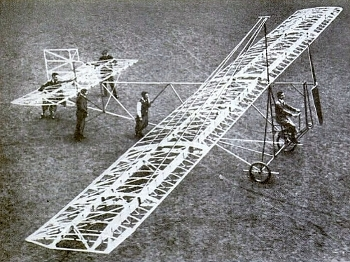
1934: a Aeronave de propulsão humana Zaschka

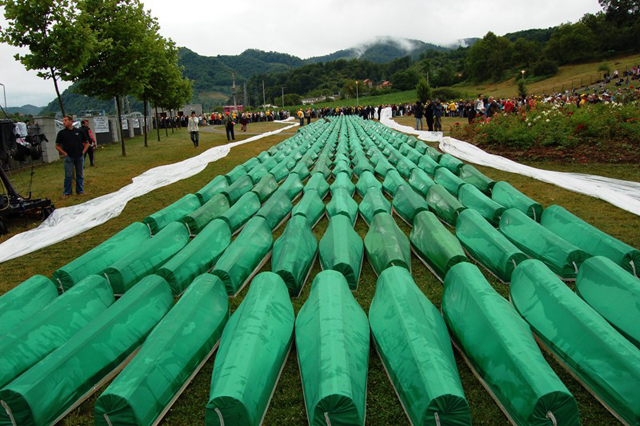
1995: Começa o Massacre de Srebrenica

- 0472 — Depois de ser cercado em Roma por seus próprios generais, o imperador romano do Ocidente Antêmio é capturado na Antiga Basílica de São Pedro e levado à morte.
- 0577 — As relíquias mortais de São Bento são transladadas da abadia de Monte Cassino, na Itália, para a abadia de Saint-Benoît-sur-Loire, na França.
- 0813 — O imperador bizantino Miguel I, ameaçado por conspirações, abdica em favor de seu general, Leão, o Armênio, e se torna monge (sob o nome de Atanásio).
- 0911 — Assinatura do Tratado de Saint-Clair-sur-Epte entre Carlos, o Simples e Rolão da Normandia.
- 1174 — Balduíno IV, aos 13 anos idade, torna-se rei de Jerusalém, com Raimundo III de Trípoli como regente e Guilherme de Tiro como chanceler.
- 1302 — Batalha de Courtrai: uma coalizão em torno das cidades flamengas derrota o exército real da França.
- 1346 — Carlos IV, conde de Luxemburgo e rei da Boêmia, é eleito rei dos romanos.
- 1405 — Almirante Ming Zheng He embarca para explorar o mundo pela primeira vez.
- 1410 — Interregno otomano: Süleyman Çelebi derrota seu irmão Musa Çelebi fora da capital otomana, Edirne.[1]
- 1476 — Giuliano della Rovere é nomeado bispo de Coutances.
- 1576 — Ao explorar o Oceano Atlântico Norte na tentativa de encontrar a Passagem do Noroeste, Martin Frobisher avista a Groenlândia, confundindo-a com a hipotética (mas inexistente) ilha de "Frislândia".
- 1735 — Cálculos matemáticos sugerem que foi neste dia que o planeta anão Plutão se moveu dentro da órbita de Netuno pela última vez antes de 1979.
- 1789 — Jacques Necker é demitido como ministro das Finanças da França, provocando a Tomada da Bastilha.
- 1796 — Os Estados Unidos tomam posse de Detroit da Grã-Bretanha sob os termos do Tratado de Jay .
- 1798 — O Corpo de Fuzileiros Navais dos Estados Unidos é restabelecido; foram dissolvidos após a Guerra Revolucionária Americana.
- 1801 — O astrônomo francês Jean-Louis Pons faz sua primeira descoberta de cometas. Nos próximos 27 anos, descobriria outros 36 cometas, mais do que qualquer outra pessoa na história.
- 1804 — Ocorre um duelo em que o vice-presidente dos Estados Unidos Aaron Burr fere mortalmente o ex- secretário do Tesouro Alexander Hamilton.
- 1882 — A frota mediterrânea britânica inicia o Bombardeamento de Alexandria no Egito como parte da Guerra anglo-egípcia.
- 1893 — Uma revolução liderada pelo general liberal e político José Santos Zelaya assume o poder do estado na Nicarágua.
- 1895 — Os irmãos Auguste e Louis Lumière demonstram a tecnologia cinematográfica aos cientistas.
- 1897 — Salomon August Andrée deixa Spitsbergen para tentar alcançar o Polo Norte com um balão. Mais tarde, ele cai e morre.
- 1899 — Giovanni Agnelli funda a FIAT.
- 1919 — A jornada de oito horas e o domingo livre tornam-se lei para os trabalhadores na Holanda.
- 1920 — No plebiscito da Prússia Oriental, a população local decide permanecer com a Alemanha de Weimar.
- 1921
  - Entra em vigor uma trégua na Guerra de Independência da Irlanda.
  - O Exército Vermelho captura a Mongólia do Exército Branco e cria a República Popular da Mongólia.
- 1934 — Engelbert Zaschka, da Alemanha, voa sua aeronave de propulsão humana, Zaschka, por cerca de 20 metros no Aeroporto de Berlim-Tempelhof, sem a decolagem assistida.
- 1940 — Segunda Guerra Mundial: o regime da França de Vichy é formalmente estabelecido. Philippe Pétain torna-se chefe do Estado francês.
- 1943 — Segunda Guerra Mundial: invasão aliada da Sicília: tropas alemãs e italianas lançam um contra-ataque às forças aliadas na Sicília.
- 1947 — O Êxodo 1947 segue para a Palestina vindo da França.
- 1950 — O Paquistão se junta ao Fundo Monetário Internacional e ao Banco Internacional para Reconstrução e Desenvolvimento.
- 1960
  - A França legisla pela independência do Daomé (mais tarde Benim), Alto Volta (depois Burkina Faso) e Níger.
  - Crise do Congo: o Estado do Catanga rompe com a República Democrática do Congo.
- 1962
  - Programa Apollo: em uma conferência de imprensa, a NASA anuncia o encontro orbital lunar como o meio de pousar astronautas na Lua e devolvê-los à Terra.
  - Primeira transmissão transatlântica de televisão por satélite.
- 1971 — As minas de cobre no Chile são nacionalizadas.
- 1973 — O voo Varig 820 cai perto de Paris, na França, na aproximação ao aeroporto de Orly, matando 123 das 134 pessoas a bordo. Em resposta, a FAA proíbe fumar em banheiros de avião.
- 1977 — Martin Luther King Jr. é postumamente condecorado com a Medalha Presidencial da Liberdade.
- 1978 — Acidente de Los Alfaques: um caminhão que transporta gás líquido cai e explode em um acampamento costeiro em Tarragona, na Espanha, matando 216 turistas.
- 1979 — A primeira estação espacial dos Estados Unidos, Skylab, é destruída quando reentra na atmosfera da Terra sobre o Oceano Índico.
- 1982 — A Seleção Italiana de Futebol derrota a Alemanha Ocidental no Estádio Santiago Bernabéu para conquistar a Copa do Mundo da FIFA de 1982.
- 1983 — Um Boeing 737–200 da companhia aérea TAME cai perto de Cuenca, Equador, matando todos os 119 passageiros e tripulantes a bordo.[2]
- 1990 — Crise Oka: inicia-se a disputa de terras das Primeiras Nações em Quebec, no Canadá.
- 1991 — O voo Nigeria Airways 2120 cai em Jidá, na Arábia Saudita, matando todos os 261 passageiros e tripulantes a bordo.
- 1995 — Guerra Civil Iugoslava: começa o Massacre de Srebrenica; dura até 22 de julho.
- 2010 — A Espanha derrota a Holanda e conquista a Copa do Mundo da FIFA 2010 em Joanesburgo.[3]
- 2015 — Joaquín "El Chapo" Guzmán escapa da prisão de segurança máxima Altiplano no México, sua segunda fuga.
- 2021 — Richard Branson se torna o primeiro civil a ser lançado ao espaço por meio de sua espaçonave Virgin Galactic.[4]
- 2022 — A NASA divulga a primeira imagem tirada pelo Telescópio Espacial James Webb.[5]

## Nascimentos

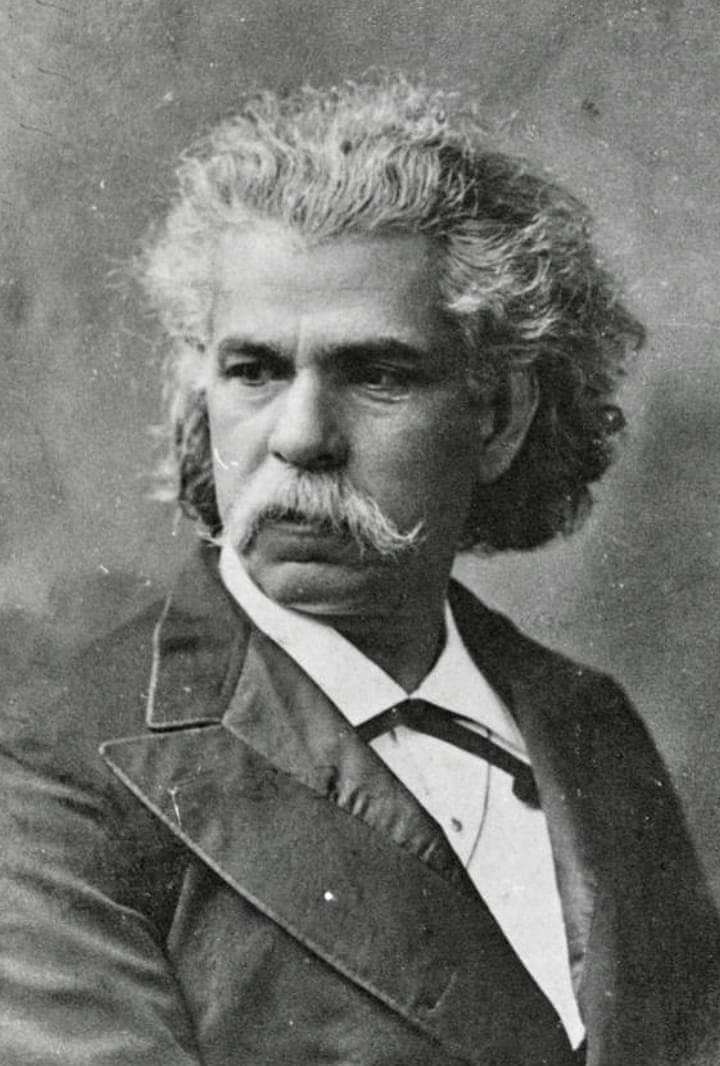
Carlos Gomes

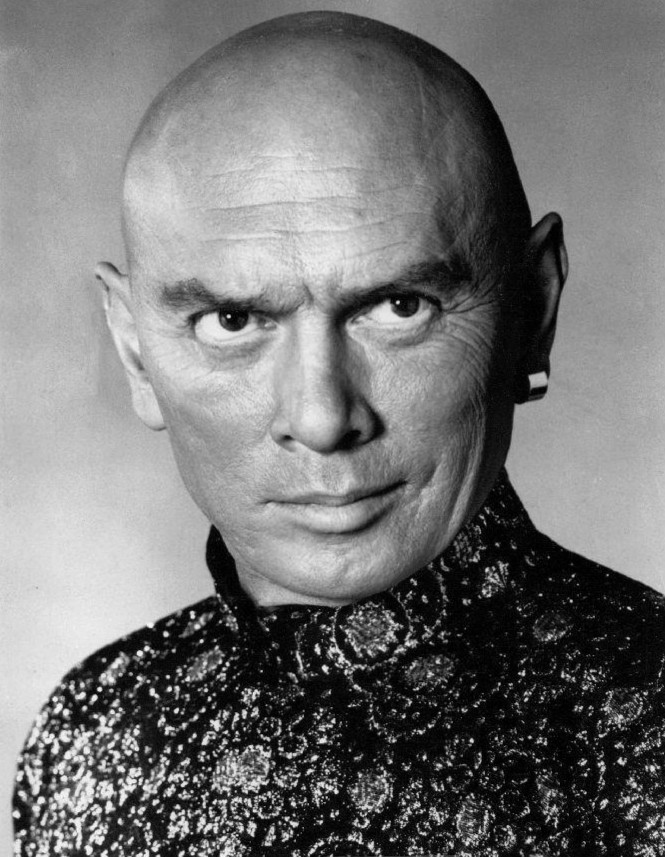
Yul Brynner

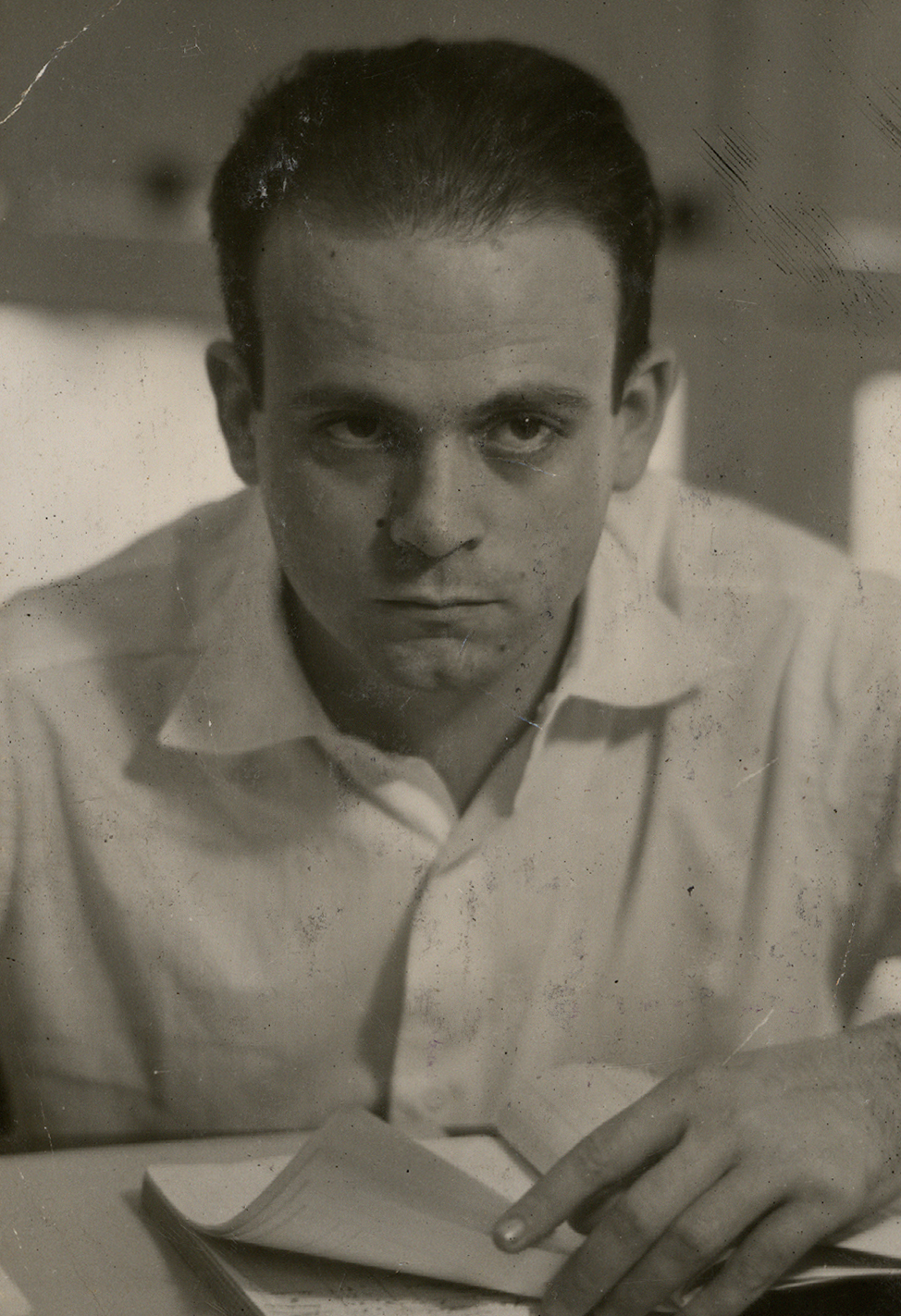
César Lattes

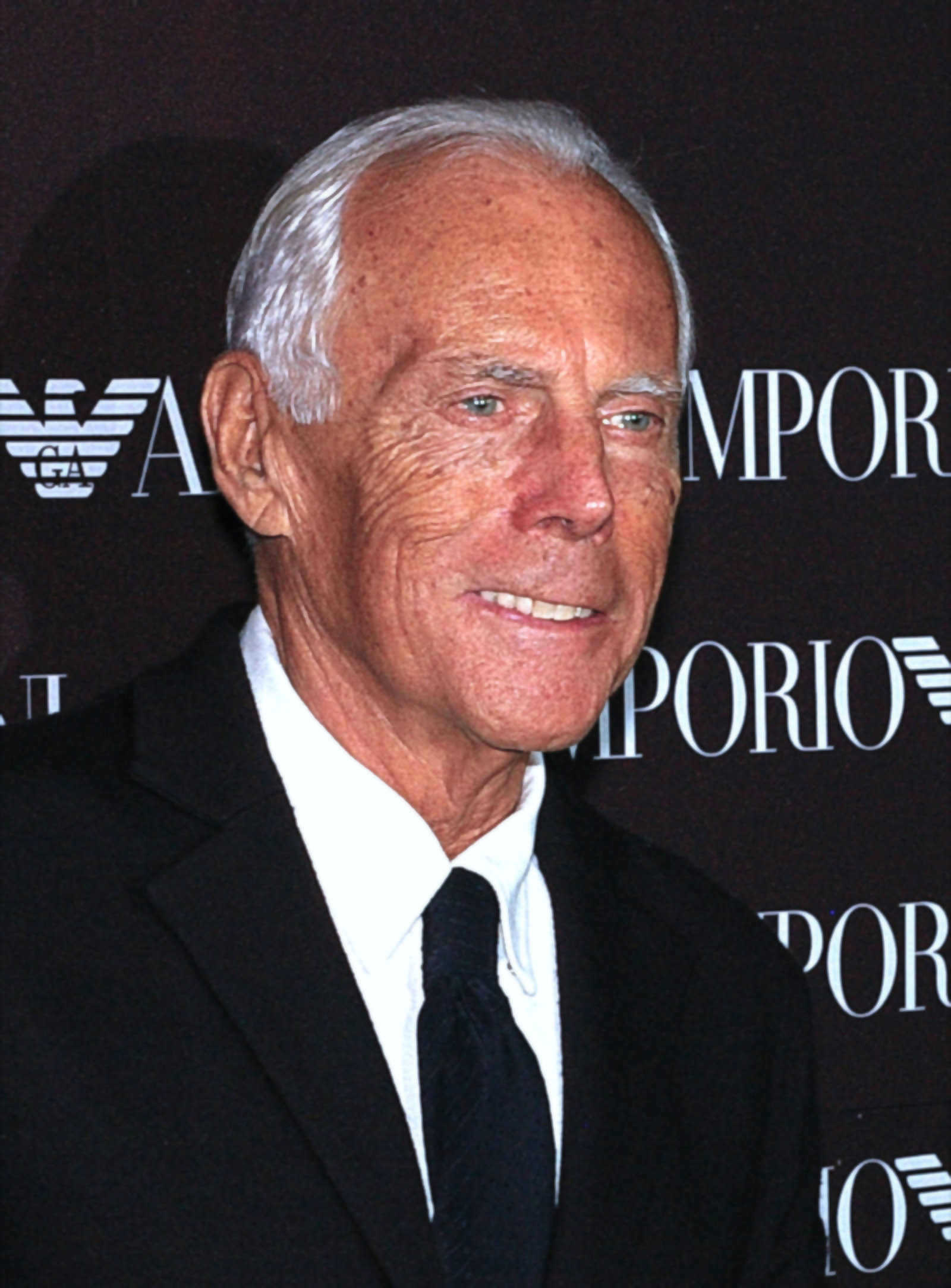
Giorgio Armani

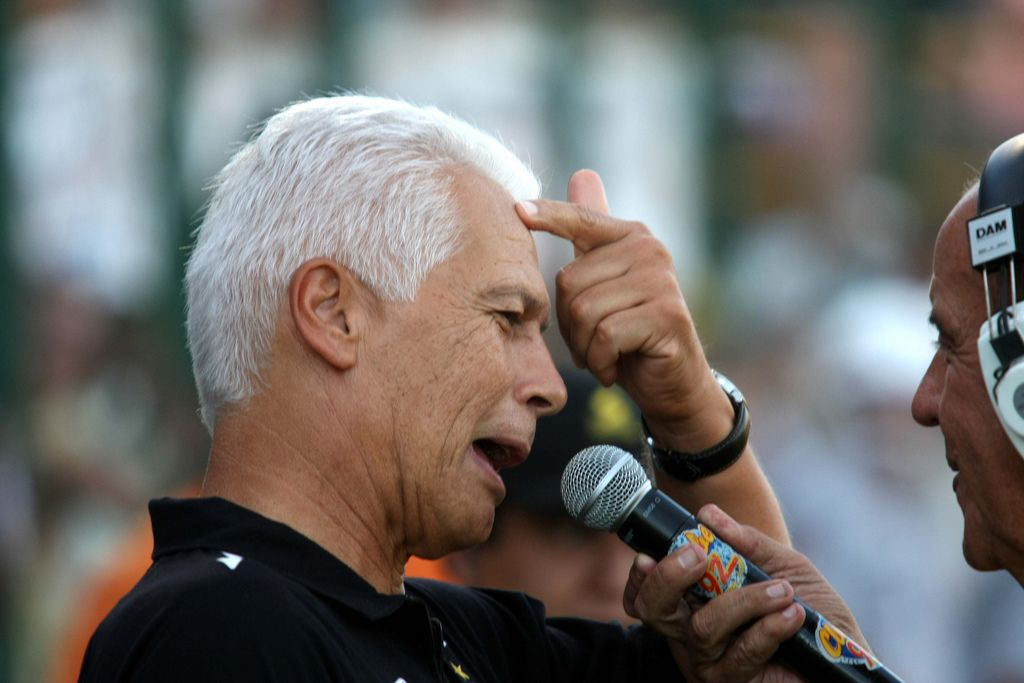
Emerson Leão

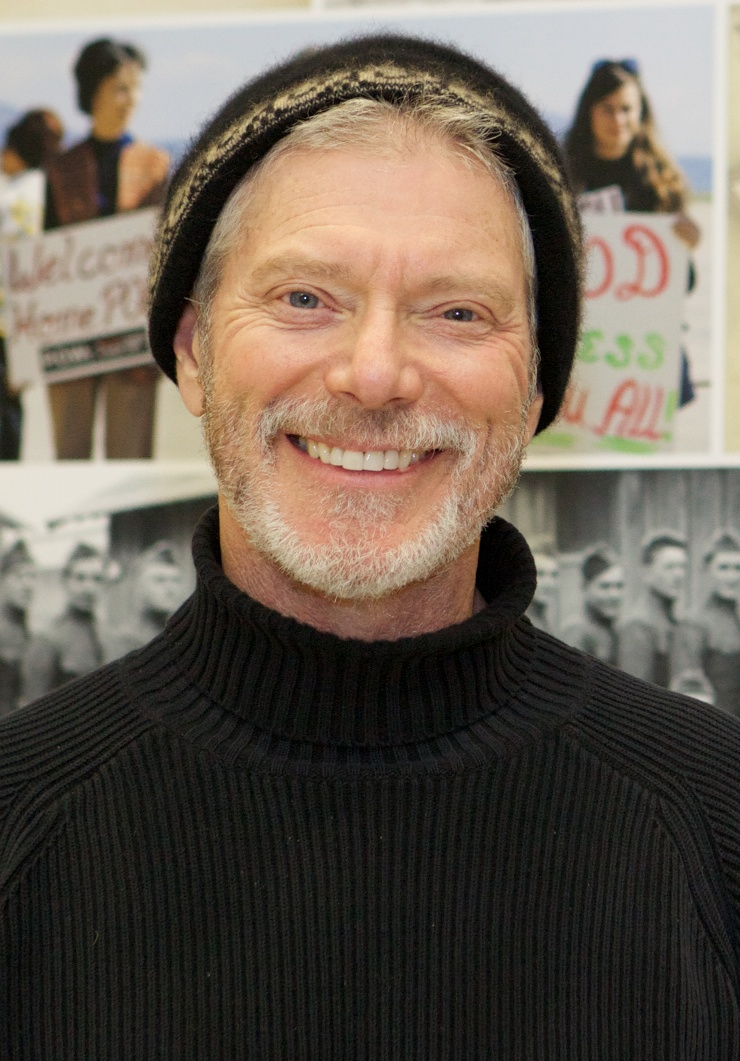
Stephen Lang

### Anteriores ao século XIX
- 0154 — Bardesanes, cientista e filósofo assírio (m. 222).
- 1274 — Roberto I da Escócia (m. 1329).
- 1406 — Guilherme de Hachberg-Sausenberg, nobre alemão (m. 1482).
- 1459 — Gaspar do Palatinado-Zweibrücken, nobre alemão (m. 1527).
- 1561 — Luis de Góngora y Argote, poeta espanhol (m. 1627).
- 1662 — Maximiliano II Emanuel, Eleitor da Baviera (m. 1726).
- 1694 — Charles-Antoine Coypel, pintor francês (m. 1752).
- 1697 — Jean-Baptiste Bourguignon d'Anville, geógrafo e cartógrafo francês (m. 1782).
- 1709 — Johan Gottschalk Wallerius, químico sueco (m. 1785).
- 1751 — Carolina Matilde da Grã-Bretanha (m. 1775).
- 1754 — Thomas Bowdler, censor e físico estadunidense (m. 1825).
- 1767 — John Quincy Adams, político americano (m. 1848).

### Século XIX
- 1836 — Carlos Gomes, compositor brasileiro (m. 1896).
- 1837 — Sofia de Liechtenstein (m. 1899).
- 1866 — Irene de Hesse e Reno, nobre alemã (m. 1953).
- 1884
  - Olga de Hanôver, princesa alemã (m. 1958).
  - Howard Estabrook, ator, produtor, roteirista e diretor de cinema estadunidense (m. 1978).
- 1889 — Alfred E. Green, diretor de cinema estadunidense (m. 1960).
- 1892 — Thomas Mitchell, ator e roteirista estadunidense (m. 1962).
- 1894 — Walter Wanger, produtor cinematográfico estadunidense (m. 1968).
- 1900 — Filinto Müller, político e militar brasileiro (m. 1973).

### Século XX

#### 1901–1950
- 1902 — Sérgio Buarque de Holanda, historiador, jornalista e escritor brasileiro (m. 1982).
- 1903 — Rudolf Abel, agente secreto britânico-russo (m. 1971).
- 1904 — Helmut Grunsky, matemático alemão (m. 1986).
- 1909 — Song Renqiong, político e militar chinês (m. 2005).
- 1910
  - Alberto Frederico Etges, bispo brasileiro (m. 1996).
- 1913 — Cordwainer Smith, escritor norte-americano (m. 1966).
- 1914 — Aníbal Troilo, músico argentino (m. 1975).
- 1916
  - Gough Whitlam, político australiano (m. 2014).
  - Aleksandr Prokhorov, físico russo (m. 2002).
- 1920 — Yul Brynner, ator estadunidense (m. 1985).
- 1923 — Olavo Rodrigues Barbosa, futebolista brasileiro (m. 2010).
- 1924
  - César Lattes, físico brasileiro (m. 2005).
  - Alberto Uria, automobilista uruguaio (m. 1988).
- 1926 — Frederick Buechner, escritor estadunidense.
- 1928
  - Roberto Cardoso de Oliveira, antropólogo brasileiro (m. 2006).
  - Marcos Calderón, treinador de futebol peruano (m. 1987).
- 1929 — David Kelly, ator irlandês (m. 2012).
- 1930 — Harold Bloom, crítico literário estadunidense (m. 2019).
- 1931
  - Tullio Regge, físico italiano (m. 2014).
  - Tab Hunter, ator norte-americano (m. 2018).
- 1934
  - Giorgio Armani, estilista italiano.
  - Woody Sauldsberry, jogador de basquete norte-americano (m. 2007).
  - Helen Cresswell, escritora britânica (m. 2005).
- 1941 — Rosa Morena, cantora e atriz espanhola (m. 2019).
- 1942 — Jean Jourden, ciclista francês (m. 2024).
- 1943
  - Rolf Stommelen, automobilista alemão (m. 1983).
  - Howard Gardner, psicólogo e professor norte-americano.
- 1945 — András Arató, personalidade da internet e engenheiro eletricista húngaro.
- 1946 — John Lawton, cantor britânico (m. 2021).
- 1947
  - John Holt, cantor jamaicano (m. 2014).
  - George Sabra, político sírio.
  - Jaroslav Pollák, futebolista eslovaco (m. 2020).
- 1949 — Émerson Leão, ex-futebolista e técnico de futebol brasileiro.
- 1950
  - Lillian Watson, ex-nadadora estadunidense.
  - Bonnie Pointer, cantora estadunidense (m. 2020).
  - Accioly Neto, cantor e compositor brasileiro (m. 2000)

#### 1951–2000
- 1951
  - Walter Meeuws, ex-futebolista e treinador de futebol belga.
  - Nikolai Patrushev, político e militar russo.
- 1952 — Stephen Lang, ator norte-americano.
- 1953
  - Leon Spinks, pugilista norte-americano (m. 2021).
  - Jair Gaúcho, ex-futebolista brasileiro.
  - Angélica Aragón, atriz mexicana.
- 1956 — Sela Ward, atriz estadunidense.
- 1957 — Peter Murphy, cantor e compositor britânico.
- 1958
  - Hugo Sánchez, ex-futebolista e treinador de futebol mexicano.
  - Lúcia Veríssimo, atriz brasileira.
- 1959
  - Richie Sambora, guitarrista americano.
  - Suzanne Vega, cantora estadunidense.
  - Tobias Moretti, ator e diretor austríaco.
  - Lawrence Stroll, empresário canadense.
- 1960 — Kazimierz Przybyś, ex-futebolista polonês.
- 1962 — Manuela Mager, ex-patinadora artística alemã.
- 1963
  - Lisa Rinna, atriz estadunidense.
  - Manuel Marrero Cruz, político cubano.
  - Michelle Fairley, atriz britânica.
- 1965 — Scott Shriner, baixista, cantor e compositor norte-americano.
- 1966
  - Kentaro Miura, mangaká japonês (m. 2021).
  - Greg Grunberg, ator estadunidense.
- 1967
  - Jeff Corwin, biólogo e apresentador estadunidense.
  - Jhumpa Lahiri, escritora britânica-americana.
- 1968 — Mark Fisher, escritor, filósofo e sociólogo britânico (m. 2017).
- 1969
  - Corentin Martins, ex-futebolista e treinador de futebol francês.
  - Lito Vidigal, ex-futebolista e treinador de futebol angolano.
- 1970
  - Marko Kitti, escritor finlandês.
  - Netinho de Paula, cantor, apresentador e político brasileiro.
  - Justin Chambers, ator e ex-modelo estadunidense.
  - Basarab Panduru, ex-futebolista romeno.
  - Iván Castillo, ex-futebolista boliviano.
- 1971 — Leisha Hailey, atriz estadunidense.
- 1972
  - Michael Rosenbaum, ator estadunidense.
  - Henrique Capriles Radonski, advogado e político venezuelano.
  - Heiko Gerber, ex-futebolista alemão.
- 1973 — Konstantinos Kenteris, ex-velocista grego.
- 1974
  - André Ooijer, ex-futebolista neerlandês.
  - Chrigor, cantor brasileiro.
  - Lil' Kim, rapper norte-americana.
  - Luiz Arcanjo, cantor brasileiro.
  - Hermann Hreiðarsson, ex-futebolista e treinador de futebol islandês.
- 1975 — Rubén Baraja, ex-futebolista e treinador de futebol espanhol.
- 1977
  - Rashid Al-Mugren, ex-futebolista saudita.
  - Mira Aroyo, musicista e cantora búlgara.
  - Casper Crump, ator dinamarquês.
- 1978 — Bruno Julie, pugilista mauriciano.
- 1979 — Raio Piiroja, ex-futebolista estoniano.
- 1980
  - Pius Ikedia, ex-futebolista nigeriano.
  - Jabu Mahlangu, ex-futebolista sul-africano.
  - Tyson Kidd, wrestler canadense.
- 1981 — Diana Chaves, atriz, modelo e apresentadora de televisão portuguesa.
- 1982 — Neco Martínez, ex-futebolista colombiano.
- 1983
  - Peter Cincotti, pianista, cantor, compositor e escritor estadunidense.
  - Elrio van Heerden, ex-futebolista sul-africano.
- 1984 — Rachael Taylor, atriz e modelo australiana.
- 1985
  - Orestis Karnezis, ex-futebolista grego.
  - Robert Adamson, ator estadunidense.
  - Geoff Cameron, futebolista estadunidense.
  - Martín Anselmi, treinador de futebol argentino.
- 1986
  - Yoann Gourcuff, ex-futebolista francês.
  - Nana Kwasi Asare, futebolista ganês.
  - Raúl García, ex-futebolista espanhol.
  - Artem Ovechkin, ex-ciclista russo.
- 1987
  - Chris Malonga, futebolista congolês.
  - Cristina Valenzuela, atriz e dubladora norte-americana.
  - Pavel Matiash, ex-futebolista quirguiz.
- 1988
  - Étienne Capoue, futebolista francês.
  - Lucy Kennedy, ex-ciclista australiana.
  - Alexander Mejía, futebolista colombiano.
  - Naoki Yamamoto, automobilista japonês.
  - Andreas Bjelland, futebolista dinamarquês.
- 1989
  - David Henrie, ator estadunidense.
  - Martin Kližan, ex-tenista eslovaco.
- 1990
  - Caroline Wozniacki, tenista dinamarquesa.
  - Connor Paolo, ator estadunidense.
  - Israel Salazar, cantor, compositor e arranjador brasileiro.
  - Mona Barthel, tenista alemã.
- 1991 — Tom Shields, nadador norte-americano.
- 1992
  - Mohamed Elneny, futebolista egípcio.
  - Karise Eden, cantora australiana.
- 1993
  - Rebecca Bross, ginasta estadunidense.
  - Jairo Samperio, futebolista espanhol.
- 1994
  - Lucas Ocampos, futebolista argentino.
  - Yony González, futebolista colombiano.
  - Isaiah Taylor, jogador de basquete norte-americano.
- 1995 — Blu Hunt, atriz norte-americana.
- 1996
  - Alessia Cara, cantora canadense.
  - Andrija Živković, futebolista sérvio.
  - James Whelan, ciclista australiano.
- 1997 — Pavel Sivakov, ciclista russo.
- 1999 — Isabelle Haak, jogadora de vôlei sueca.
- 2000 — Benjamín Garré, futebolista argentino.

### Século XXI
- 2001 — Damián Bobadilla, futebolista paraguaio.
- 2002 — Amad Diallo, futebolista marfinense.

## Mortes

### Anteriores ao século XIX
- 0472 — Antêmio, imperador romano (n. 420).
- 0937 — Rodolfo II da Borgonha (n. ?).
- 0969 — Olga de Quieve, grã-duquesa de Kiev (n. 890).
- 1174 — Amalrico I de Jerusalém (n. 1136).
- 1183 — Otão I da Baviera (n. 1117).
- 1451 — Bárbara de Celje, rainha e imperatriz (n. 1390).
- 1686 — Michel Anguier, escultor francês (n. 1612).

### Século XIX
- 1807 — George Atwood, inventor e físico britânico (n. 1745).
- 1820 — Frederick Traugott Pursh, botânico e jardineiro germano-canadense (n. 1774).
- 1831 — Vasily Golovnin, oficial naval e cientista russo (n. 1776).
- 1833 — Yagan, aborígene australiano (n. 1795).
- 1844 — Ievgueni Baratynski, poeta russo (n. 1800).

### Século XX
- 1932 — Nathaniel Niles, patinador artístico estadunidense (n. 1886).
- 1937 — George Gershwin, compositor norte-americano (n. 1898).
- 1941 — Arthur Evans, arqueólogo britânico (n. 1851).
- 1946 — Paul Nash, pintor britânico (n. 1889).
- 1969 — Guilherme de Almeida, poeta e escritor brasileiro (n. 1890).
- 1973 — Filinto Müller, político e militar brasileiro (n. 1900).
- 1979 — Lucília Fraga, pintora brasileira (n. 1895).
- 1987 — Tom Waddell, médico americano (n. 1937).
- 1989 — Laurence Olivier, ator, produtor e diretor cinematográfico britânico (n. 1907).
- 1994
  - Savannah, atriz norte-americana (n. 1970).
  - Gary Kildall, cientista da computação norte-americano (n. 1942).
- 2000 — Robert Runcie, religioso britânico (n. 1921).

### Século XXI
- 2001 — Cândida Branca Flor, cantora portuguesa (n. 1949).
- 2005 — Narciso Vernizzi, radialista, jornalista e meteorologista brasileiro (n. 1918).
- 2007
  - Alfonso López Michelsen, político colombiano (n. 1913).
  - Lady Bird Johnson, primeira-dama e socialite norte-americana (n. 1912).
- 2009
  - Arturo Gatti, boxeador ítalo-canadense (n. 1972).
  - Manuel Carrascalão, político indonésio (n. 1933).
- 2014
  - Osmar de Oliveira, médico, jornalista e locutor esportivo brasileiro (n. 1943).
  - Tommy Ramone, produtor e baterista norte-americano (n. 1949).
  - John Seigenthaler, jornalista, escritor e político norte-americano (n. 1927).
- 2015 — Satoru Iwata, programador e executivo japonês (n. 1959).
- 2017 — Celso Giglio, médico e político brasileiro (n. 1941).
- 2022
  - Nádia Carvalho, atriz e dubladora brasileira (n.1955).
  - Víctor Benítez, futebolista peruano (n. 1935).
- 2024 — Shelley Duvall, atriz norte-americana (n. 1949).

## Feriados e eventos cíclicos

### Internacional
- Dia Mundial da População

### Bélgica
- Feriado em Flandres - Batalha de Courtrai

### Brasil
- Dia Nacional do Socorrista
- Aniversário da cidade de Andradina, São Paulo
- Aniversário da cidade de Santa Maria do Oeste, Paraná
- Aniversário da cidade de Mendes, Rio de Janeiro
- Aniversário da cidade de Missão Velha, Ceará
- Aniversário da cidade de Piatã, Bahia

### Portugal
- Feriado municipal de Santo Tirso e Arcos de Valdevez
- Feriado Municipal de Maia

### Cristianismo
- Bento de Núrsia
- Olga de Kiev
- Papa Pio I

## Outros calendários
- No calendário romano era o 5.º dia (V) antes dos idos de julho.
- No calendário litúrgico tem a letra dominical C para o dia da semana.
- No calendário gregoriano a epacta do dia é xvi.